# 16e régiment d’infanterie
Das 16e régiment d’infanterie war ein Infanterieregiment der französischen Armee und wurde als Régiment d’Agénois im Jahre 1776 aufgestellt. Es war das zweite Regiment dieses Namens, das erste Régiment d’Agénois bestand von 1692 bis 1749.

## Aufstellung und signifikante Änderungen
- 1776: Aus dem 2. und dem 4. Bataillon des Régiment de Béarn wurde das Regiment aufgestellt.
- 1. Januar 1791: Alle Regimenter verloren ihre alten Namen und wurden nur noch nach Nummern bezeichnet: der neue Name lautete nunmehr zeitweilig 16e régiment d’infanterie de ligne „ci-devant Agénois“.
- 22. September 1794: Im Zuge der Premier amalgame wurden die Regimenter aufgelöst und die Bataillone zur Aufstellung der neuen Demi-brigades verwendet. Das 1. Bataillon wurde in die „31e demi-brigade de bataille de bataille“ eingegliedert, das 2. Bataillon befand sich da bereits in den Kolonien.
- 1803: Die bisherige „16e demi-brigade d’infanterie“ wurde in „16e régiment d’infanterie de ligne“ umbenannt.
- 1814/1815: Während der Restauration und während der Herrschaft der Hundert Tage behielt das Regiment seine Nummer.
- 16. Juli 1815: Im Zuge der Auflösung der Napoleonischen Armee wurde das Regiment entlassen.
- 11. August 1815: Wiederaufstellung in der königlichen Armee als 28e Légion du Gard
- 1820: Umbenennung in „16e régiment d’infanterie de ligne“
- 1870: Aufstellung des 16e régiment de marche
- 1871: Umbenennung in „16e régiment d’infanterie de ligne“
- 1882: Umbenennung in „16e régiment d’infanterie“
- 1914: Bei der Mobilmachung wurde das Reserveregiment, das „216e régiment d’infanterie“, aufgestellt.
- 1921: Auflösung in Montbrison und Clermont-Ferrand.

### Uniformierung der königlichen Armee

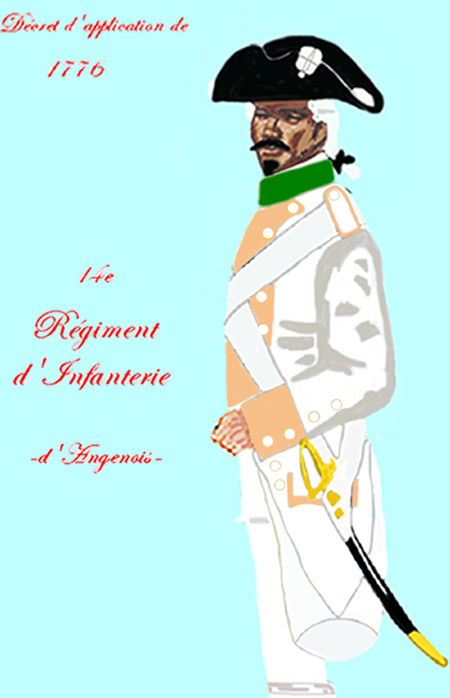
Régiment d’Agénois 1776 bis 1779
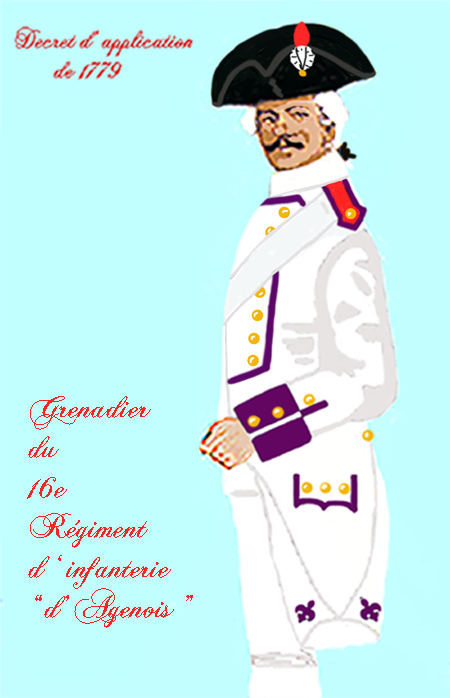
Régiment d’Agénois 1779 bis 1791
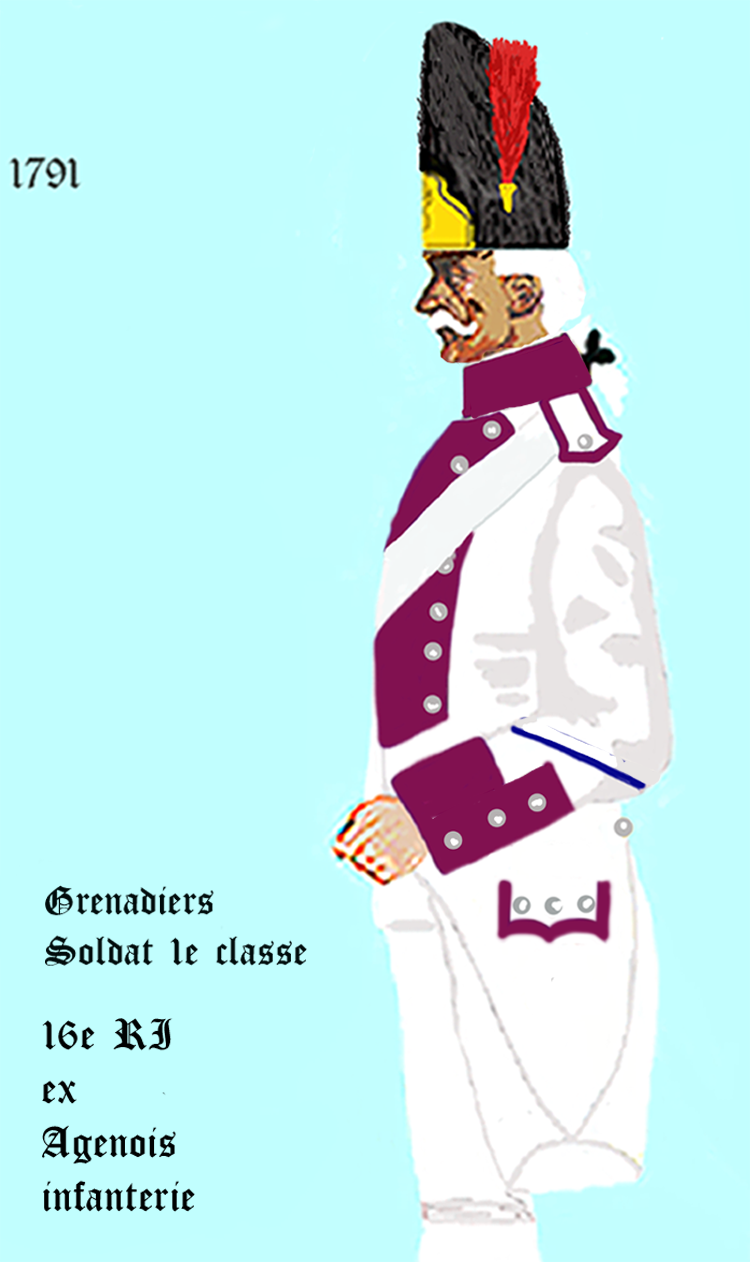
Grenadier des 16e régiment d’infanterie de ligne 1791 bis 1794

## Mestres de camp/Colonels/Chefs de brigade
Mestre de camp war von 1569 bis 1661 und von 1730 bis 1780 die Rangbezeichnung für den Regimentsinhaber und/oder für den mit der Führung des Regiments beauftragten Offizier. Die Bezeichnung „Colonel“ wurde von 1721 bis 1730, von 1791 bis 1793 und ab 1803, „Chef de brigade“ von 1793 bis 1803 geführt.
Nach 1791 gab es keine Regimentsinhaber mehr.
Sollte es sich bei dem Mestre de camp/Colonel um eine Person des Hochadels handeln, die an der Führung des Regiments kein Interesse hatte, so wurde das Kommando dem „Mestre de camp lieutenant“ (oder „Mestre de camp en second“) respektive dem Colonel-lieutenant oder Colonel en second überlassen.
- 18. April 1776: Louis Pierre Nolasque des Balbi de Bertons, marquis de Crillon
- 11. November 1776: Charles Dupleix, baron de Cadignan
- 3. Oktober 1779: Antoine-Joseph-Eulalie de Beaumont, marquis d’Autichamp
- 1781: Colonel marquis d’Audechamp
- 1. Juli 1783: Catherine Jean Alexis, marquis de Rougé
- 1. Januar 1784: Jean Charlemagne Maynier, comte de La Salle
- 25. Juli 1791: Pierre Louis de Blottefière
- 26. Oktober 1792: Jacques Hyacinthe Leblanc de La Courbe
- 1791: Colonel Pierre Louis de Blottefière
- 1792: Colonel Jacques-Hyacinthe Leblanc De la Combe

[…]
- 1803: Colonel Jean-Joseph Mabiez de Rouville
- 1807: Colonel Jacques-Barthélémy Marin
- 1809: Colonel Pierre César Gudin des Bardelières (verwundet am 6. Juli 1809 und am 25. Oktober 1811)
- 1812: Colonel Pierre Louis Lamotte
- 27. Juli 1814 bis Juli 1815: Colonel Augustin Pons
- 1829: Colonel Laurent Vincent Victor Amédée Frédéric Eugène comte Borgarelli d’Ison
- 18. September 1870 bis 30. Oktober 1870: Colonel Jean Baptiste Cérez
- 13. Dezember 1870 bis 2. Januar 1871: Colonel Jean Pierre Martial Ritter

[…]
- 1887: Léon Frédéric Hubert Metzinger

[…]
- 20. Juni 1911 bis 8. September 1914: Colonel Horace Fernand Achille Pentel
- ?? bis 1921: Colonel Léon Jean-Baptiste Clerc

Verwundete und gefallene Offiziere des Regiments im Zeitraum von 1804 bis 1815:
- gefallen: 35
- an den Verwundungen verstorben: 11
- verwundet: 126

## Einsatzgeschichte

### 1776 bis 1803
Das 2. Bataillon wurde bald nach der Aufstellung nach Guadeloupe verlegt. Das 1. Bataillon verließ Metz am 20. Juni 1776 und bezog zunächst Garnison in Saarlouis, um dann im September nach Vannes verlegt zu werden. Im März 1777 erfolgte die Kommandierung nach Saint-Servais (Finistère) und im September des gleichen Jahres nach Brest (Finistère), wo es am 9. Oktober nach Guadeloupe eingeschifft wurde. Hier wurde das Regiment wieder zusammengeführt und lag die nächsten zwei Jahre in Cap Français in Garnison.
- 1778:

Ein Teil des Regiments wurde mit der Flotte des Comte Charles Henri d’Estaing nach Nordamerika verschifft und nahm an der erfolglosen Belagerung von Savannah (Georgia) teil.
Dabei ist der Lieutenant Blandat gefallen, vier weitere Offiziere wurden verwundet. Danach wurde das Détachement nach der Insel Grenada verlegt.
- 1781:

Das Regiment wurde auf der Insel Martinique wieder zusammengeführt und am 5. August komplett auf die Schiffe des Comte de Grasse verladen, um zur Verstärkung der Armee von Rochambeau wieder auf das nordamerikanische Festland gebracht zu werden. Zusammen mit dem Régiment de Touraine landete es am 15. August in der Chesapeake Bay gerade zu dem Zeitpunkt, als General Cornwallis durch George Washington und Rochambeau in Yorktown (Virginia) eingeschlossen wurde.
Der Marquis de Saint-Simon, der die Verstärkungen koordinierte, erreichte am 2. September den James River und traf am 4. September in Williamsburg (Virginia), vier Lieues von Yorktown entfernt, ein. Am 25. September war Yorktown eingeschlossen, am 3. Oktober griffen zwei Grenadierkompanien und die Jäger des Regiments die vorgeschobenen britischen Verschanzungen an und drängten die Besatzungen hinter den Hauptwall zurück. Am Abend um sechs Uhr begannen die Arbeiten an den Belagerungsgräben. Am 15. Oktober konnte ein Ausfall abgewiesen werden, und am 19. Oktober kapitulierte Cornwallis mit 6000 Mann Infanterie und 1500 Matrosen. Am 5. November wurde das Regiment wieder eingeschifft und kehrte nach Martinique zurück. In den letzten Tagen des Jahres 1781 wurde ein Teil des Regiments mit den Schiffen des Comte de Grasse nach der Insel Saint-Christophe transportiert, wo es am 11. Januar 1782 ankam.
- 1782:

Die Grenadiere und Jäger der Regimenter Agénois und Touraine, insgesamt 300 Mann, blieben zur Bewachung des Hafens von Basse-Terre zurück, während der Rest der Truppe zur Belagerung von Brimstone Hill Fortress marschierte. Das Fort kapitulierte am 12. Februar. Nach dieser Aktion ging das Regiment wieder an Bord der Schiffe und geriet mit ihnen am 12. April in die Schlacht von Les Saintes. Der größte Teil der Füsilierkompanien befand sich an Bord der 74-Kanonen-Linienschiffe „L’Hector“ und „Le César“. „L’Hector“ wurde gekapert, die Besatzung und die transportierten Soldaten gerieten in Gefangenschaft. „Le César“ wurde ebenfalls gekapert, in der Nacht brach jedoch ein Feuer aus, das die Munitionskammer erreichte, woraufhin das Schiff mit allen Mann an Bord in die Luft flog.
Die Reste des Regiments kehrten dann nach Frankreich zurück, wo es in Nantes im September 1783 wieder vereint und aufgefrischt wurde. Zunächst wurde es nach Wissembourg verlegt und wechselte im Oktober 1784 nach Fort-Louis, im Juni 1785 nach Straßburg, im November 1785 nach Poitiers und im April 1786 nach Saintes. Während des Jahres 1788 besetzten die beiden Bataillone die Île de Ré und die Île d’Oléron. Im folgenden Jahr wurde das Regiment dann in Marennes (Charente-Maritime), Poitiers, Niort und Rochefort (Charente-Maritime) untergebracht und im Oktober in Rochefort zusammengezogen.
Die Bewohner der Saintonge und des Aunis haben die Erinnerung an die Mäßigung und die Menschlichkeit der Soldaten von d’Agénois bewahrt, die im grausamen Winter 1789 ihr Brot und ihr Holz an die Armen verteilten.
Im Jahre 1790 stellte das Korps Mannschaften auf Schiffe ab, deren Matrosen man nicht mehr vertrauen konnte. Außerdem wurde das Regiment eingesetzt, um für Ruhe und Ordnung zu sorgen.
- 1791:

Das 2. Bataillon verlegte nach Santo Domingo. 1794 dienten 300 Mann als „La garde béarnaise“ unter Toussaint Louverture, nachdem der schwarze General den Ort La Marmelade erobert hatte. Im Jahre 1794 kehrte das Bataillon ohne drei Offiziere und 23 Mann nach Frankreich zurück.
Das 1. Bataillon wurde zunächst in das Fort Château-Trompette und die Zitadelle von Blaye verlegt, um dann nach Tours und im Juli 1792 nach Épernay verlegt zu werden.
Nach der Kanonade bei Valmy im Oktober wurde das Regiment zur Armee von Kellermann und dann zur Armée du Nord kommandiert, wo es noch an der Belagerung von Namur teilnahm.

### 1803 bis 1815
Durch die Heeresreform Premier amalgame wurde das Regiment aufgelöst und erst 1803 aus der „16e demi-brigade d’infanterie“ neu aufgestellt. Diese hatte aber mit der ursprünglichen Regimentstradition nichts zu tun.
- 1805: Das „16e régiment d’infanterie“ stand in Spanien.

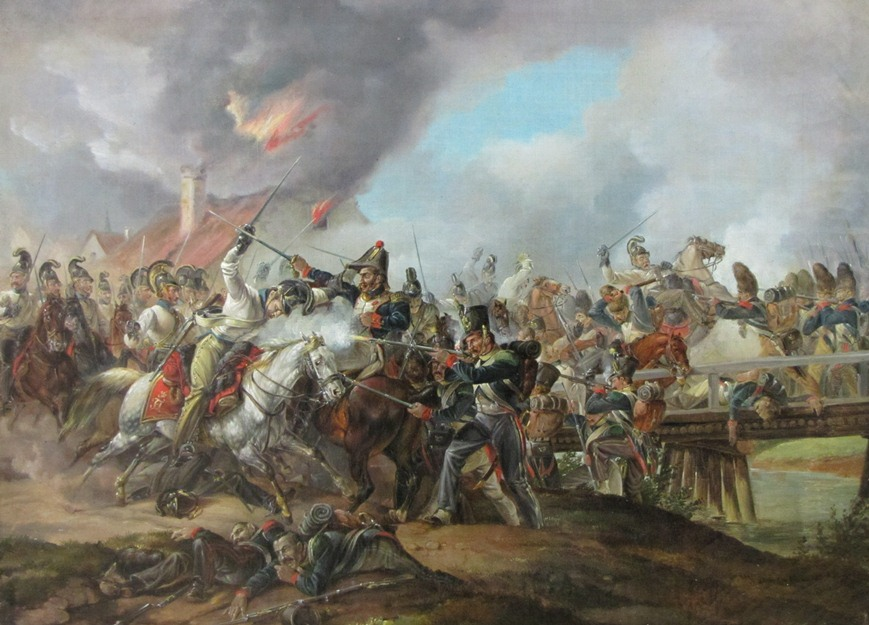
Schlacht bei Ebelsberg

- 1809: Feldzug in Deutschland

Garnison in Neumarkt in der Oberpfalz, dann Teilnahme an der Schlacht bei Ebelsberg, der Schlacht bei Aspern, der Schlacht bei Wagram und der Schlacht bei Znaim
- Napoleonische Kriege auf der Iberischen Halbinsel

1809: Belagerung von Roses und Belagerung von Gerona
1810: Einnahme von Fort Olivio, Belagerung von Tarragona und des Klosters Montserrat
1811: Belagerung von Sagunt, Schlacht bei Sagunt, Belagerung von Valencia, Alicante und Saint-Felipe, Belagerung und Einnahme von Tarragona
1813: In der Schlacht bei Vitoria am 21. Juni geriet der Colonel Borgarelli d’Ison verwundet in Gefangenschaft.
- 1812: Feldzug in Deutschland

Schlacht bei Lützen (1813)
Schlacht bei Bautzen
Schlacht bei Dresden
Völkerschlacht bei Leipzig
- 1814: Feldzug in Frankreich

Schlacht bei La Rothière
Schlacht bei Vauchamps
Schlacht bei La Fère-Champenoise
Schlacht bei Paris

### 1815 bis 1848
1828 bis 1833: Teilnahme an der „Expédition de Morée“, der französischen Landung auf dem Peloponnes zur Unterstützung der Aufständischen während des Griechischen Unabhängigkeitskrieges. Belagerung von Navarin.
1828 bis 1829: Das „16e régiment d’infanterie de ligne“ gehörte zur 1. Brigade und wurde von Colonel comte Borgarelli d’Ison kommandiert. Das Regiment hatte zu diesem Zeitpunkt eine Stärke von 59 Offizieren und 1264 Unteroffizieren und Mannschaften. Dazu kamen sieben Offizierspferde und 13 Zugpferde.
1830: Mit Anordnung vom 18. September wurde ein viertes Bataillon aufgestellt, womit die Personalstärke auf 3000 Mann anwuchs.
- 1832: Im Juni war das Regiment an der Niederschlagung des Republikanischen Aufstandes in Paris beteiligt.

### Second Empire
- Zu Beginn des Zweiten Kaiserreichs war das „16e régiment d’infanterie de ligne“ in Saint-Étienne stationiert, das Depot befand sich in Montbrison.
- 1858: Garnison in Gravelines
- Per Dekret vom 2. Mai 1859 musste das Regiment eine Kompanie zur Aufstellung des 102e régiment d’infanterie de ligne abgeben.

### 1870 bis 1914
Deutsch-Französischer Krieg
- Am 7. Oktober 1870 wurde dem Regiment die 2. Depot-Kompanie des 26e régiment d’infanterie de ligne (1 Officier und 216 Mann) zugeteilt[4]
- Am 23. Januar 1871 traten die „Freiwilligen für die Dauer des Krieges“ in das Regiment ein.

### Erster Weltkrieg
- 1914: Garnison in Montbrison (Loire) und Clermont-Ferrand.

Unterstellung von August 1914 bis November 1918: 50. Infanteriebrigade in der 26. Infanteriedivision im 13. Armeekorps.

#### 1914
- August: Grenzschlachten in Lothringen bei Sarrebourg, Gefechte bei Schneckenbusch und Brouderdorf
- September: Abwehrkämpfe in den Vogesen bei Roville-aux-Chênes, Xaffévillers – an der Oise bei Ribécourt-Dreslincourt
- Oktober bis November: Stellungskämpfe in der Picardie im Bois des Loges
- November 1914 bis August 1915: Stellungskämpfe an der Oise, Abschnitt Canny-sur-Matz

#### 1915
- September 1915 bis Januar 1916: Stellungskämpfe an der Oise an der Ferme d’Antoval

#### 1916
- März: Schlacht um Verdun, Abschnitt Mort Homme
- Juni bis September: Stellungskämpfe an der Aisne im Abschnitt Autrêches
- Oktober bis November: Stellungskämpfe an der Somme, Abschnitt Bois de Chaulnes, Bois Kratz

#### 1917
- Januar bis März: Stellungskämpfe bei Canny-sur-Matz an der Oise
- März: Verlegung in die Region Saint-Quentin
- April bis Juni: Angriffskämpfe bei Saint-Quentin, Rocourt, Oëstres
- August: Angriffskämpfe bei Verdun im Wald von Avocourt
- September bis November: Angriffskämpfe bei Boureuilles in den Argonnen
- Dezember 1917 bis Januar 1918: Angriffskämpfe bei Verdun und Bezonvaux

#### 1918
- Februar bis Juni Stellungskämpfe in den Argonnen
- Juli: Zweite Marneschlacht, Kämpfe bei Grand-Rozoy
- August bis September: Kämpfe an der Vesle, Oise und bei Ostel

## Regimentsfahnen 1791 bis 1921
Auf der Rückseite der Regimentsfahne sind (seit Napoleonischer Zeit) in goldenen Lettern die Feldzüge und Schlachten aufgeführt, an denen das Regiment ruhmvoll teilgenommen hat.

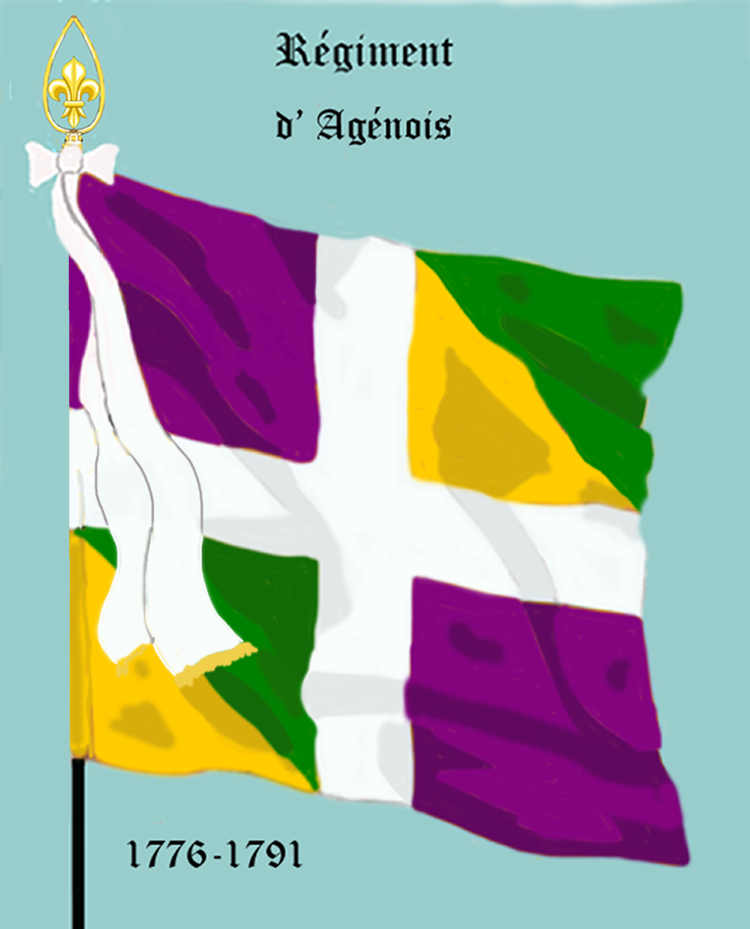
Régiment d’Agénois 1776 bis 1791
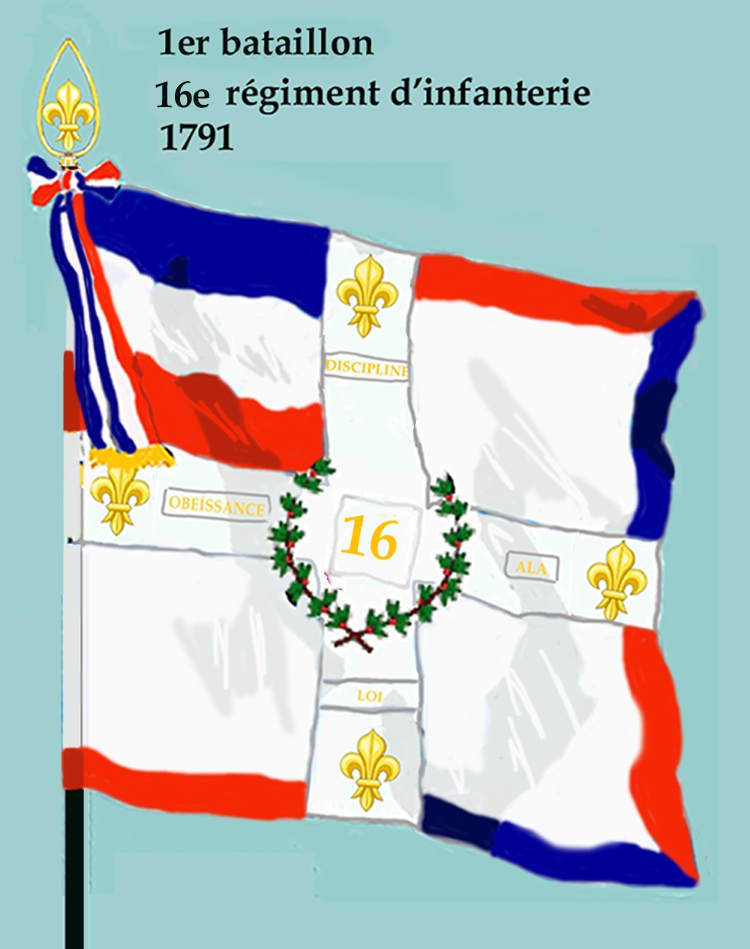
1. Bataillon 1791
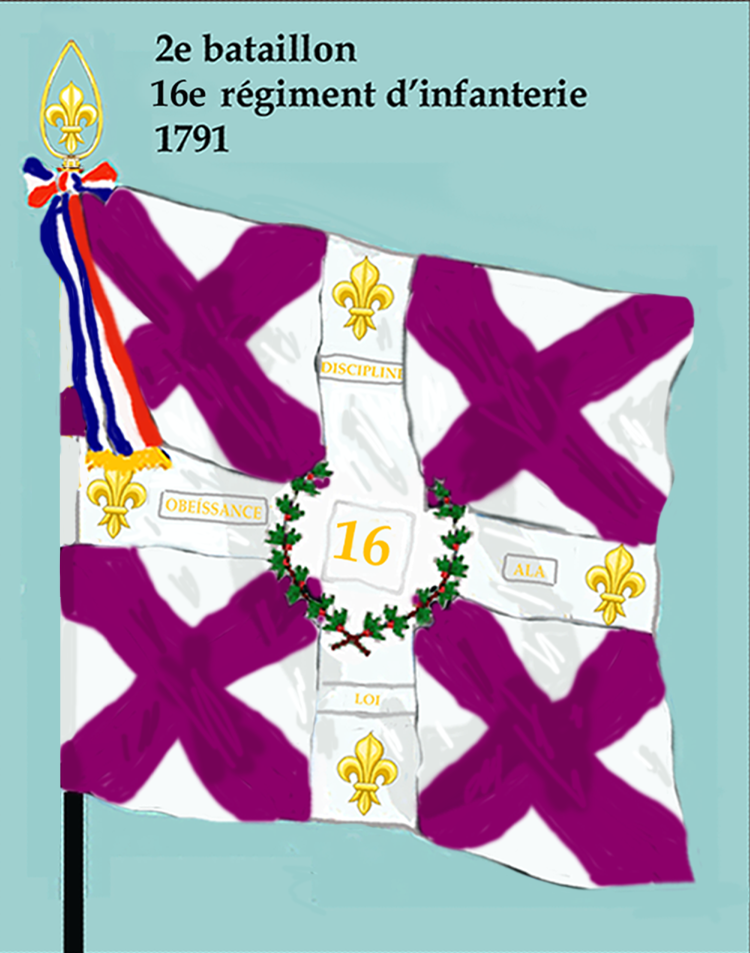
2. Bataillon 1791
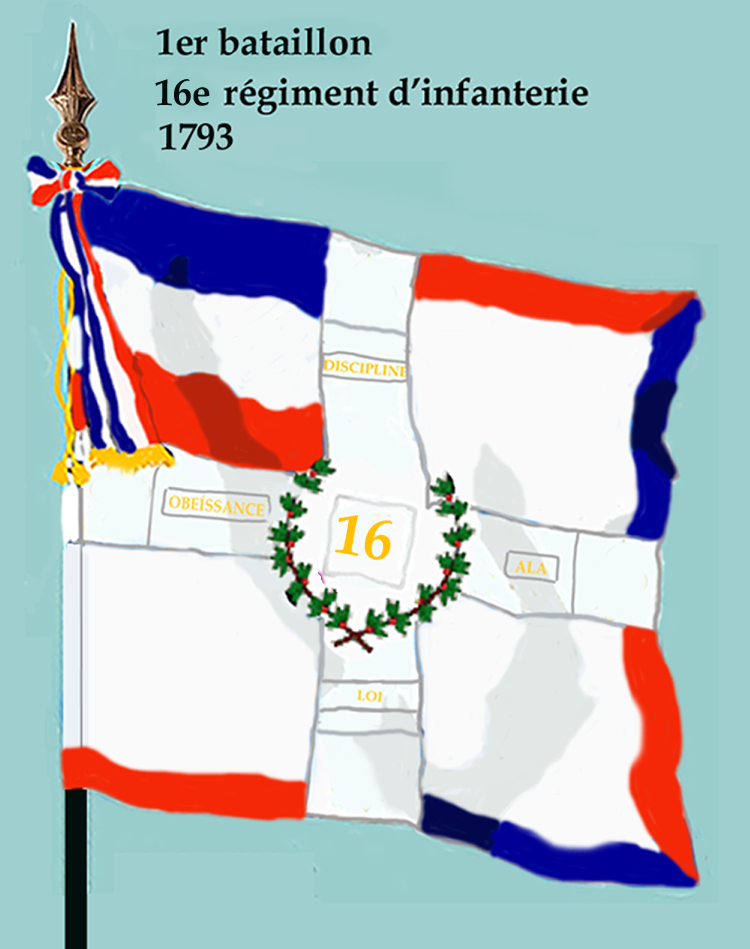
1. Bataillon 1793
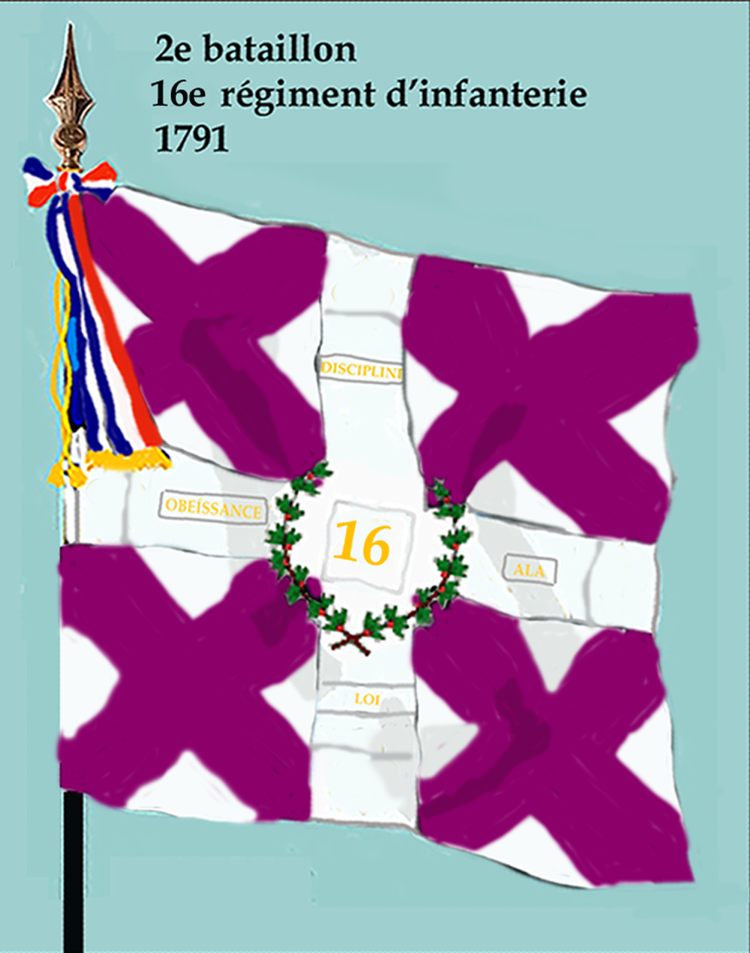
1. Bataillon 1793
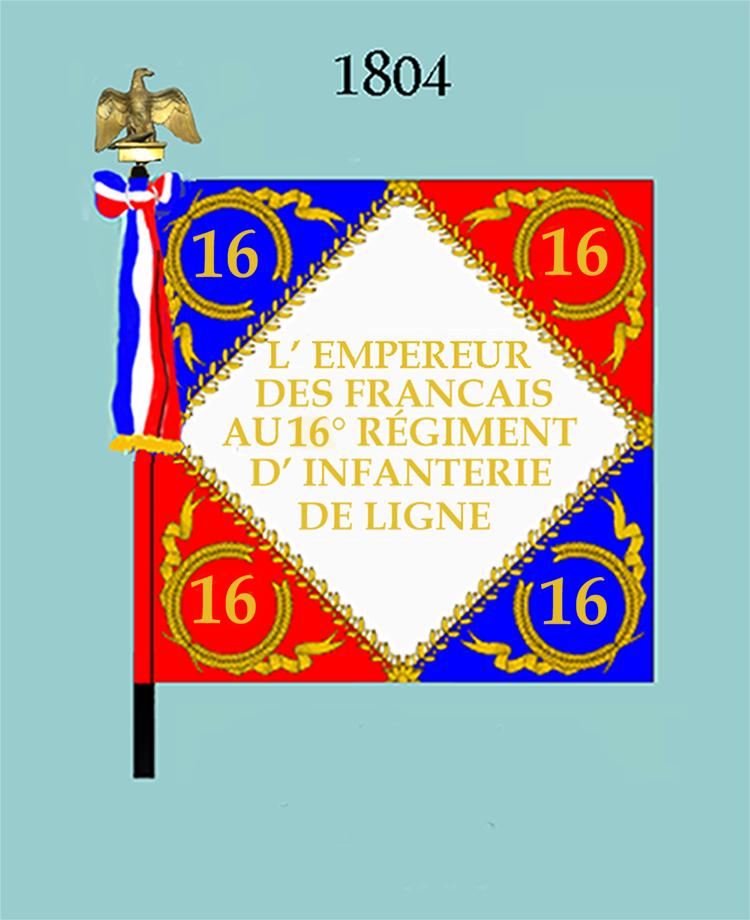
1. Bataillon 1804
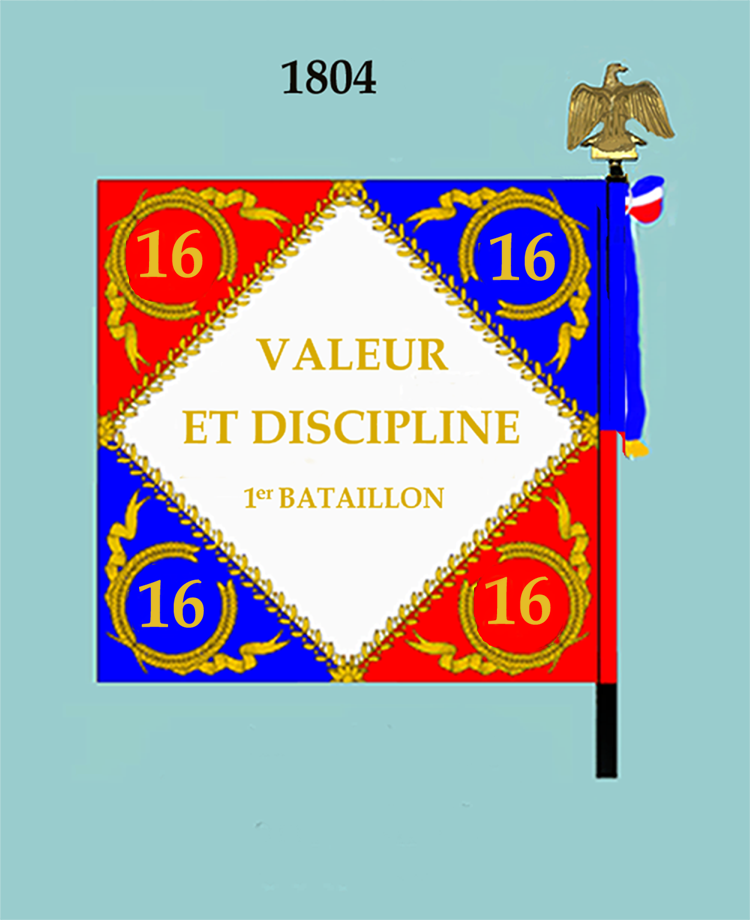
1. Bataillon 1804
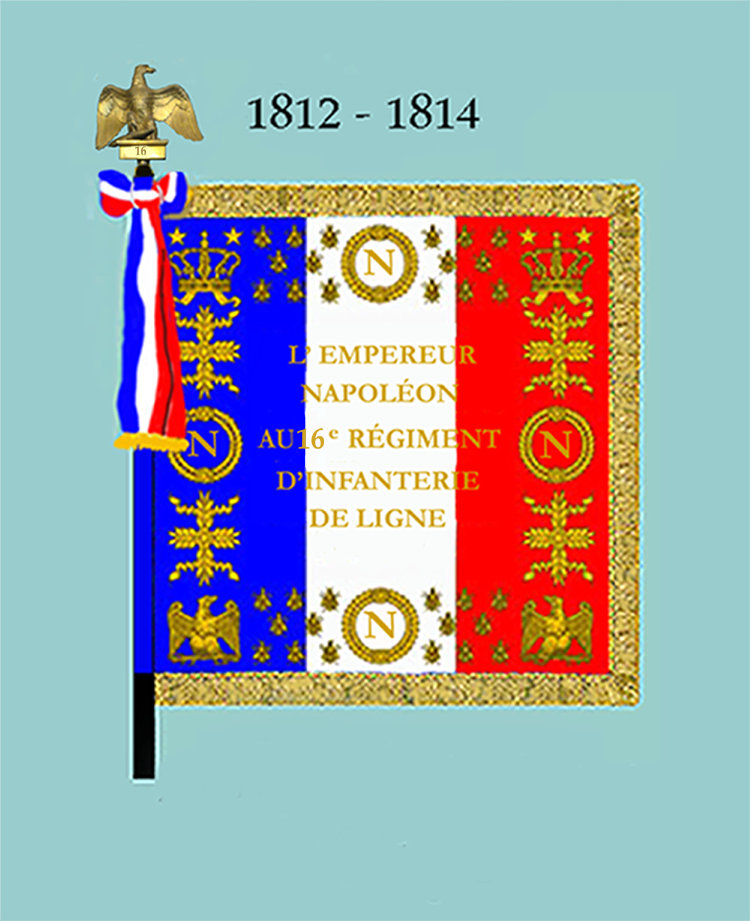
1812
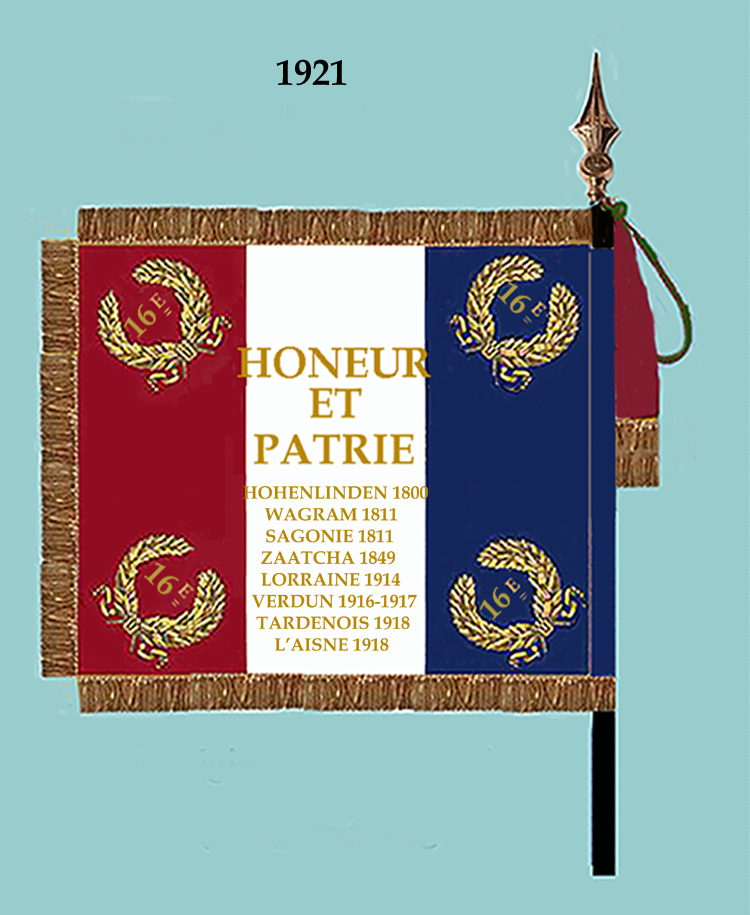
Rückseite Fahne Modell 1880

## Auszeichnungen
Das Fahnenband ist mit dem Croix de guerre 1914–1918 mit drei Palmenzweigen dekoriert. .
Angehörige des Regiments haben das Recht (auch bei einer eventuellen Wiederindienststellung), die Fourragère in den Farben des Croix de guerre 1914–1918 zu tragen.